# Herbert I. (Maine)
Herbert I. von Maine († 1036), genannt Hundeaufwecker (fran.: Éveille-Chien; lat.: Evigilans-canem), war ab 1015 ein Graf von Maine. Er war der Sohn und Nachfolger des Grafen Hugo III. aus dem zweiten Haus Maine.
Wie einst sein Vater musste auch Herbert die Oberhoheit des Grafen von Anjou über Maine akzeptieren. Herbert versuchte aber nach dem Zerfall der königlichen Zentralmacht unter König Robert II. dem Frommen sich dieser Dominanz zu entziehen, indem er sich königliche Rechte anmaßte, wie zum Beispiel das schlagen eigener Münzen mit eigenen Monogramm. Weiterhin vergab er an seine Getreuen Lehen, welche er Burgen bauen ließ. Noch zu seinen Lebzeiten entstanden Sablé, Château-du-Loir, Mayenne, später Laval, La Ferté-Bernard, St. Calais, sowie nach 1050 Sillé, La Suze, Malicorne, La Milesse, Montfort, Sourches usw.
Das offensive Auftreten des Grafen Odo II. von Blois führte Herbert zunächst in ein Bündnis mit dem Grafen Fulko III. Nerra von Anjou. Nachdem Odo 1016 die Festung Montrichard angegriffen hatte, kam es zur Schlacht bei Pontlevoy zwischen Fulko und Odo, das rechtzeitige Eingreifen Herberts zugunsten Fulkos führte zu einem Sieg über Odo. Die Schlacht führte, obwohl nicht entscheidend, zu einem Gleichgewicht der Kräfte in der Region und einem relativen Frieden für die nächsten Jahre.
Das Verhältnis zu Anjou sollte sich danach aber verschlechtern, nachdem Fulko versuchte seine Autorität wieder im Maine geltend zu machen. Herbert wechselte auf die Seite Odos und stellte sich damit gegen Anjou und auch dem König. Seine Position im eigenen Haus stärkte er, indem er Avesgaud de Bellême, Bischof von Le Mans, aus seinem Bistum vertrieb, weil dieser Anjou unterstützte. Ihn ersetzte Herbert mit dessen eigenen Neffen Gervais de Château-du-Loir (auch Gervis de Bellême genannt), der ein Feind der Anjous war. Am 7. März 1025 wurde Herbert bei einer Unterredung in Saintes von Fulko Nerra festgenommen, der ihn zwei Jahre lang gefangen hielt. Erst eine Koalition von Fulkos Feinden führt zu seiner Freilassung.
Der normannische Geschichtsschreiber Ordericus Vitalis bietet zwei Erklärungen für Herberts Beinamen. Einerseits soll er auf seine ständige Wachsamkeit gegenüber feindlichen Nachbarn, insbesondere den Grafen von Anjou, zurückgehen, andererseits aber führt Ordericus den Beinamen auf die gefürchteten nächtlichen Überfälle des Grafen selbst zurück. 
Der Name von Herberts Frau ist nicht überliefert. Bei der Gefangennahme ihres Mannes in Saintes sei ihr aber die Flucht vor Fulko gelungen. Ihre Kinder waren:
- Hugo IV. (* um 1018 bis 1022; † 26. März 1051), Graf von Maine
- Garsende († ?)
  - ⚭ 1044 mit Graf Theobald III. von Blois († 1089), Scheidung 1049
  - ⚭ um 1051 mit Alberto Azzo II. d’Este († 1097), Graf von Luni, Tortona und Mailand
- Paula, ⚭ Johann von La Flèche († vor 1097)[4]
- Biota († 1063 in Falaise, mit ihrem Ehemann vergiftet), ⚭ Walter III., Graf von Vexin und Amiens